# De Sterrenberg
De Sterrenberg is een molen en staat aan de Burgemeester Weimalaan in Nijeveen (gemeente Meppel). De Sterrenberg was niet de enige molen in Nijeveen, tot 2009 stond er nog een kleinere molen genaamd Lutke's Meule.
Het is een rietgedekte, achtkantige stellingmolen daterend uit 1786, oorspronkelijk afkomstig uit het Duitse Weener in Oost-Friesland en was in bezit van de familie Sterrenberg. In de zeventiger jaren overgebracht naar zijn huidige standplaats aan de burgemeester Weimalaan en aldaar gerestaureerd. Z.K.H. Prins Claus heeft de molen op feestelijke wijze in 1977 in gebruik gesteld. De molen is op dinsdagen van 09:00 tot 12:00 uur en op zaterdagen van 09:00 tot 12:30 uur te bezichtigen.
Deze molen is de enige molen in Nederland met een windroos op de kap voor het automatisch kruien. De wieken hebben een vlucht van 23 meter en zelfzwichting. Normaal zit de as van een klepje van de zelfzwichting op een derde van de bovenkant van het klepje, maar bij De Sterrenberg zit de as op een derde van de onderkant van het klepje. Ook zit de treklat aan de achterzijde in plaats van aan de voorzijde.
De molen heeft een koppel, 15der (diameter 130 cm) blauwe stenen en een koppel 17der (diameter 150 cm), waarvan de ligger een blauwe natuursteen is en de ligger een kunststeen. Op de maalzolder staat een met een elektromotor aangedreven maalstoel met kunststenen. Voor het maken van bloem is er een door een elektromotor aangedreven buil aanwezig.
Het maalgoed wordt geluid (opgehesen) met behulp van een sleepluiwerk.
De kap heeft een voeghouten kruiwerk.
Het 23 meter lange, gelaste roeden zijn gemaakt door de firma Brunia. De binnenroede heeft nummer 79 en de buitenroede nummer 80.
De houten bovenas heeft in 1977 een gietijzeren insteekkop gekregen van de firma Bockoff.
Het bovenwiel wordt vastgezet met wielstutten.

## Overbrengingen
- De overbrengingsverhouding is 1 : 6,245.
- Het bovenwiel heeft 61 kammen en de bonkelaar 30. De koningsspil draait hierdoor 2,03 keer sneller dan de bovenas.
- Het spoorwiel heeft 86 kammen en de steenrondsels 28 staven. De steenrondsels draaien hierdoor 3,07 keer sneller dan de koningsspil en 6,245 keer sneller dan de bovenas.

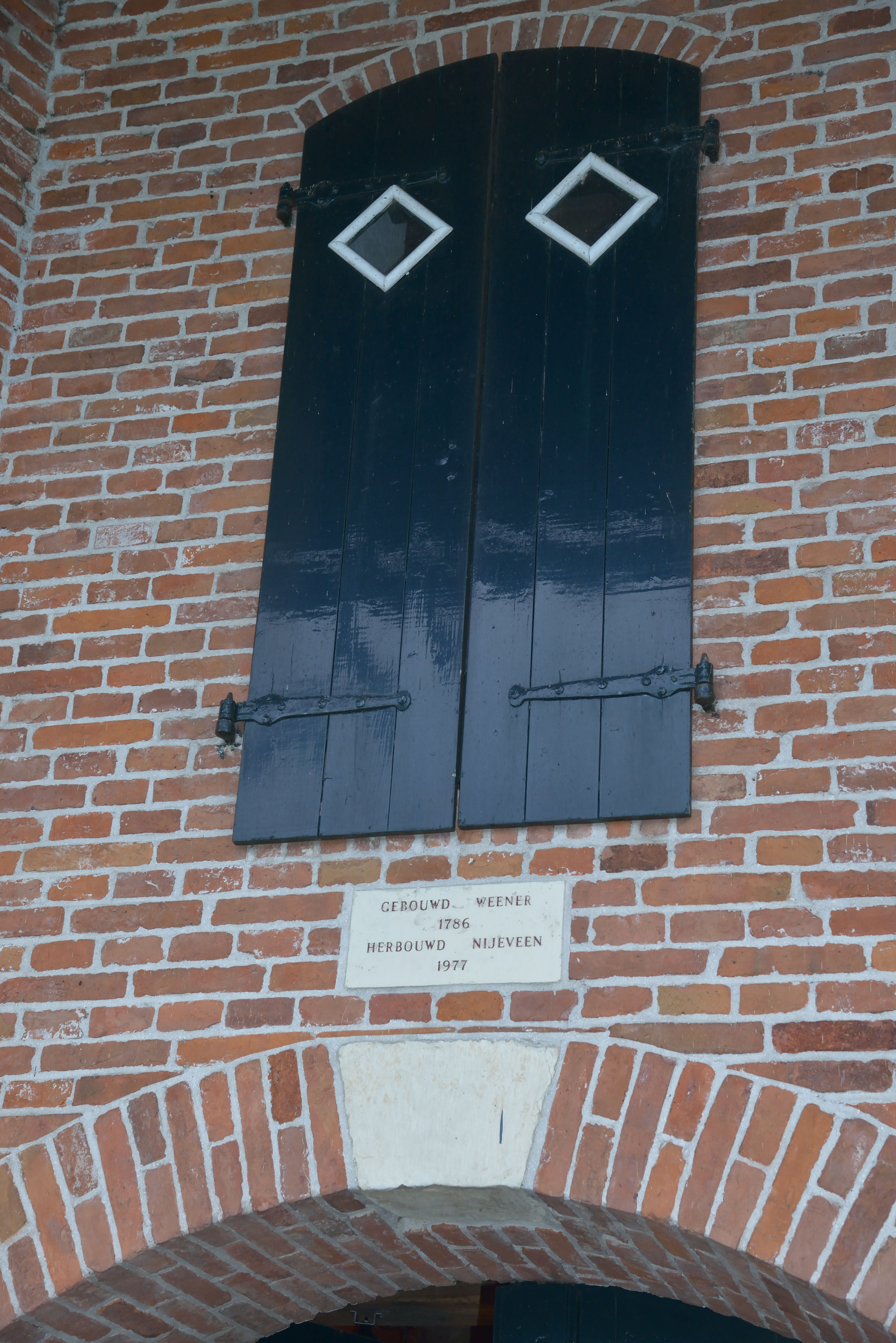
Gevelsteen
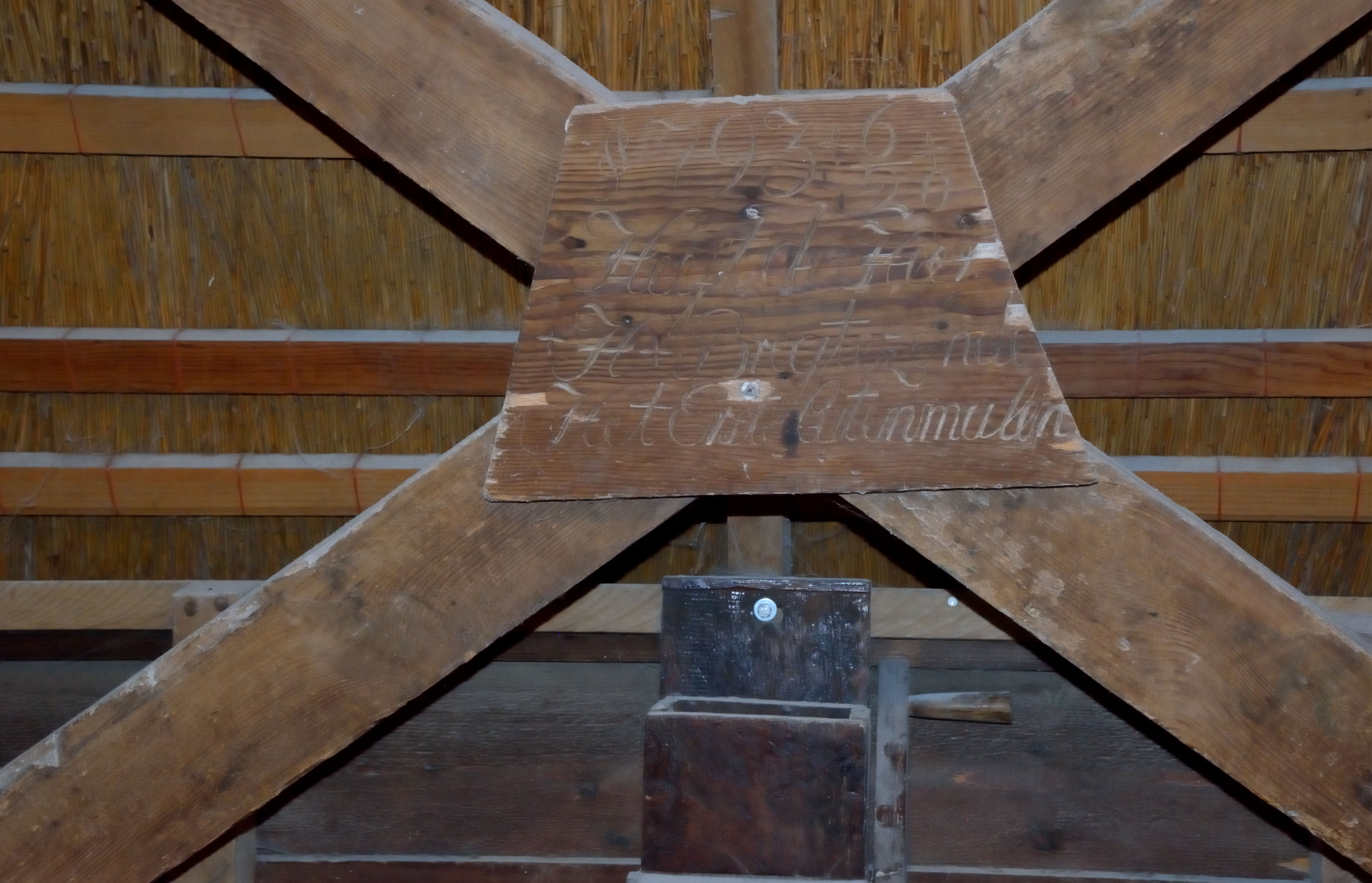
Veldkruis met opschrift: 1793 + + Heeft de Heer + H + Bregtezemte Het Erste Latenmalen
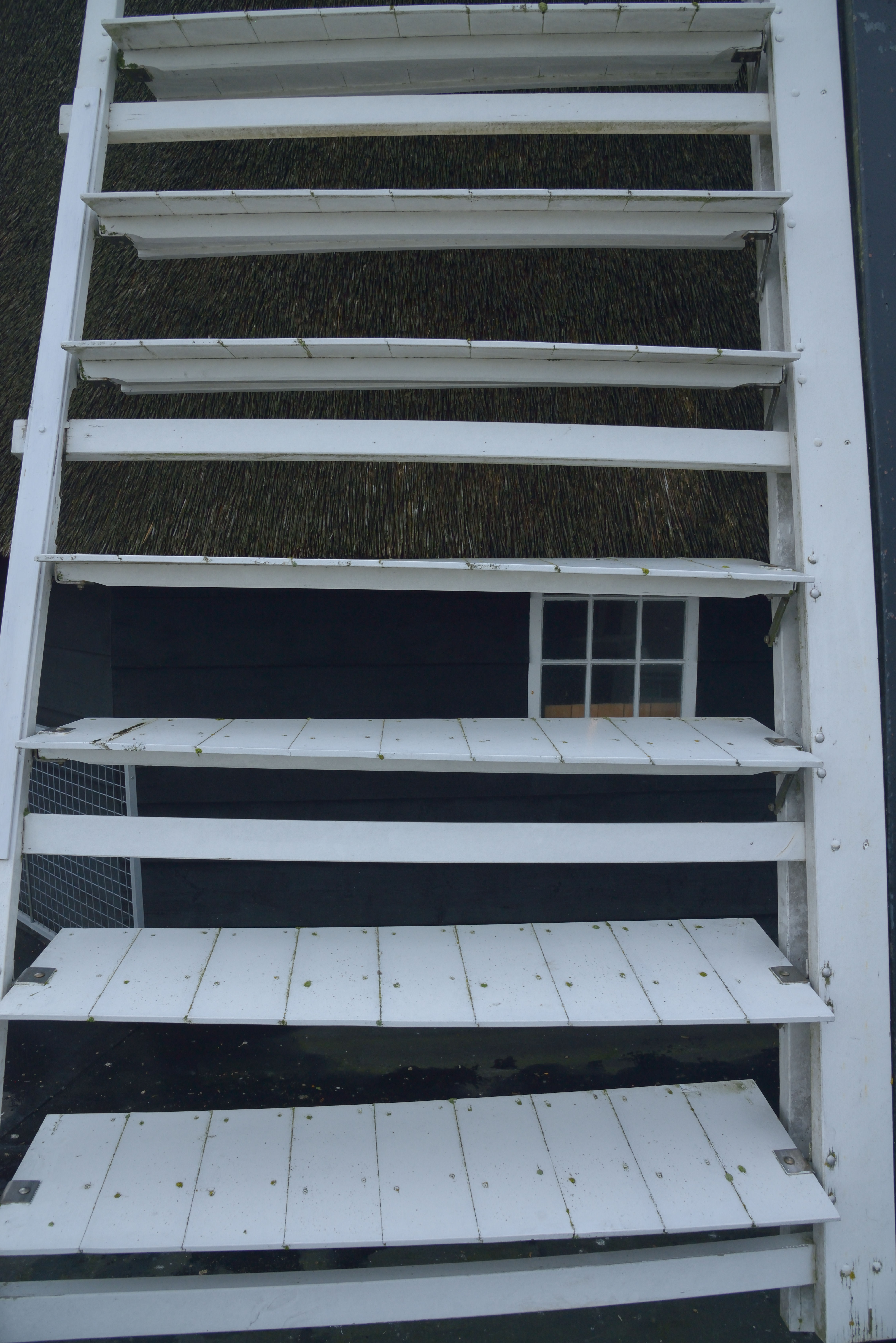
Openstaande zelfzwichting
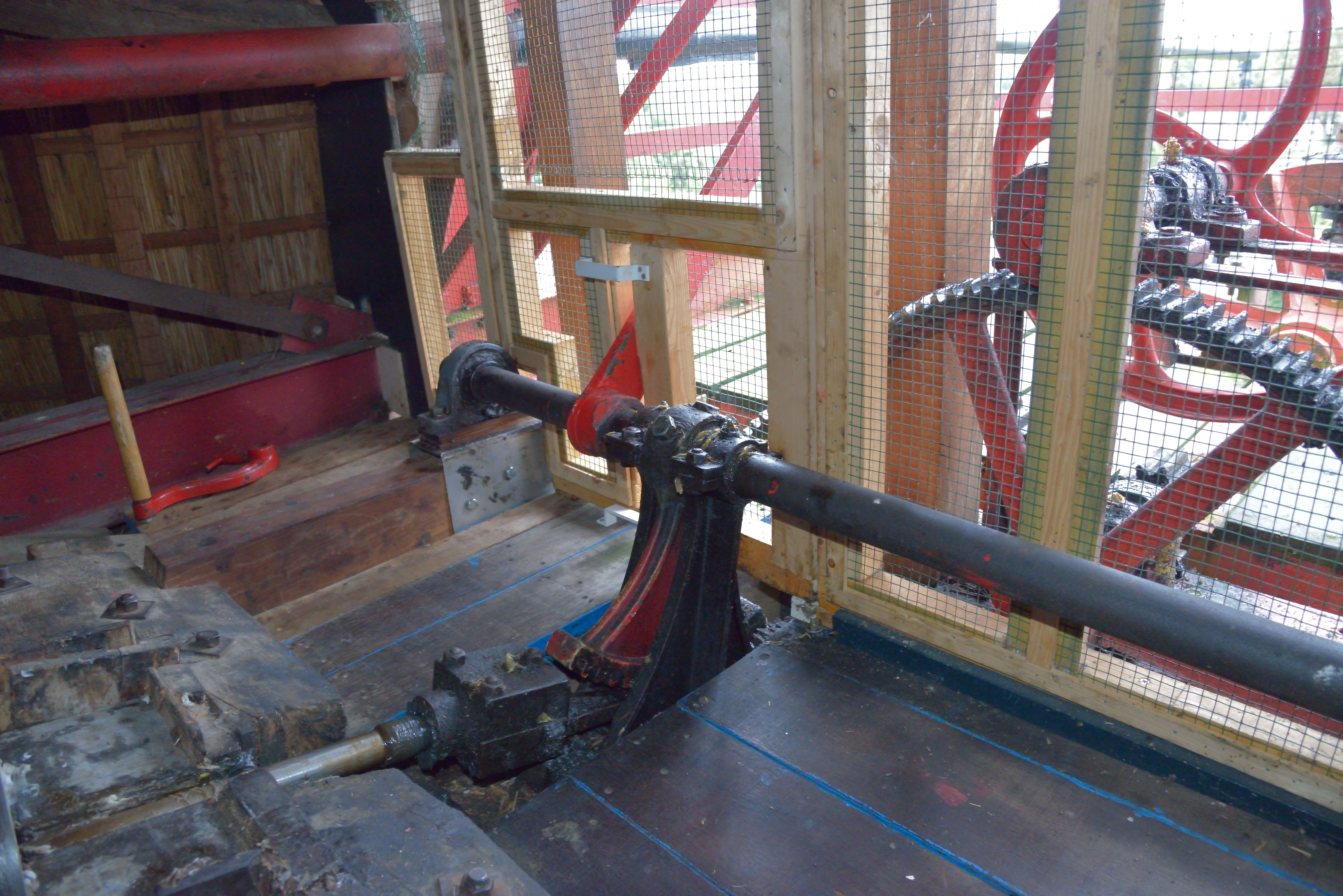
Overbrenging zelfzwichting en windroos
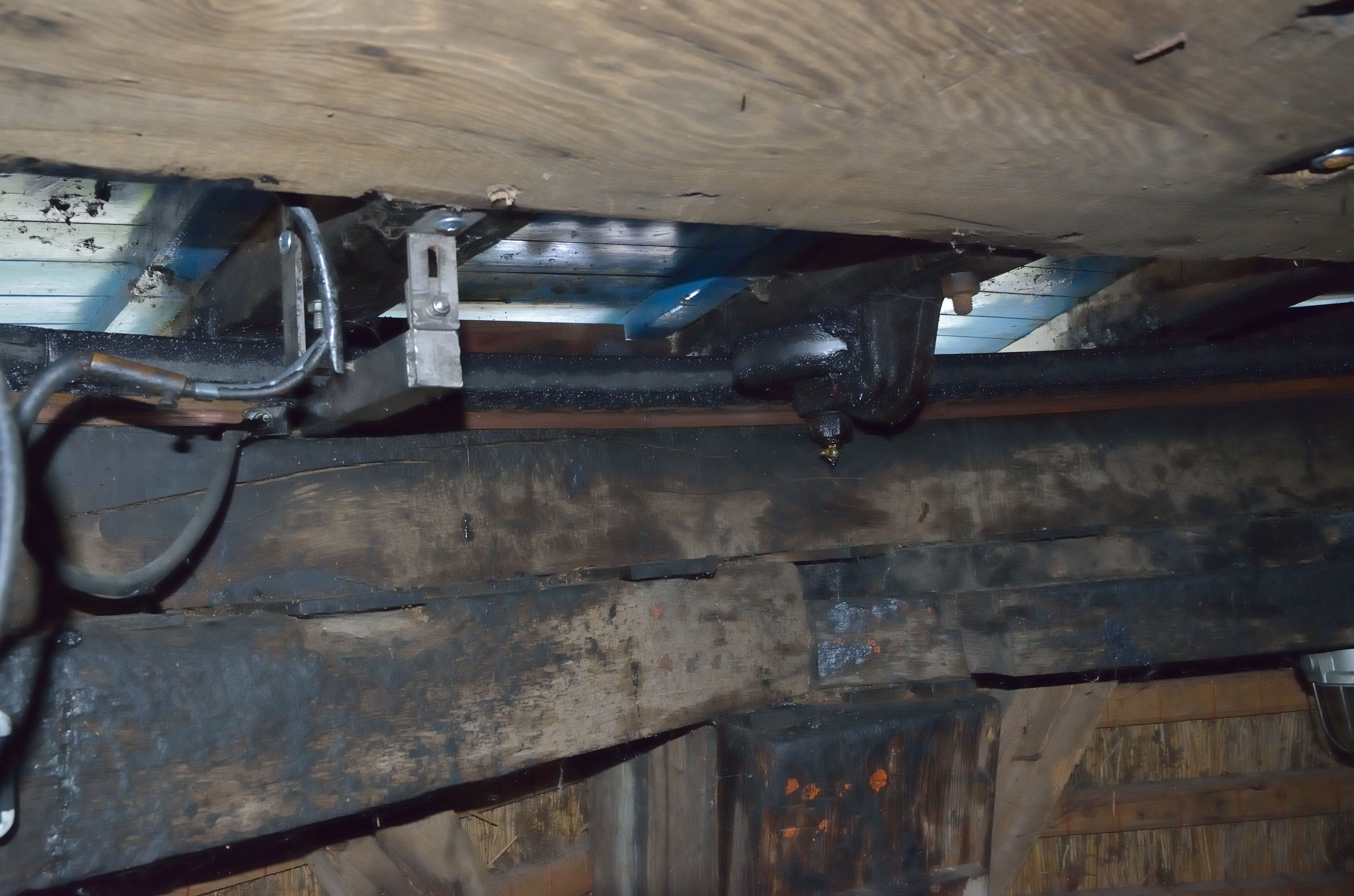
Voeghouten kruiwerk en een van de drie contacten van de bliksemafleider
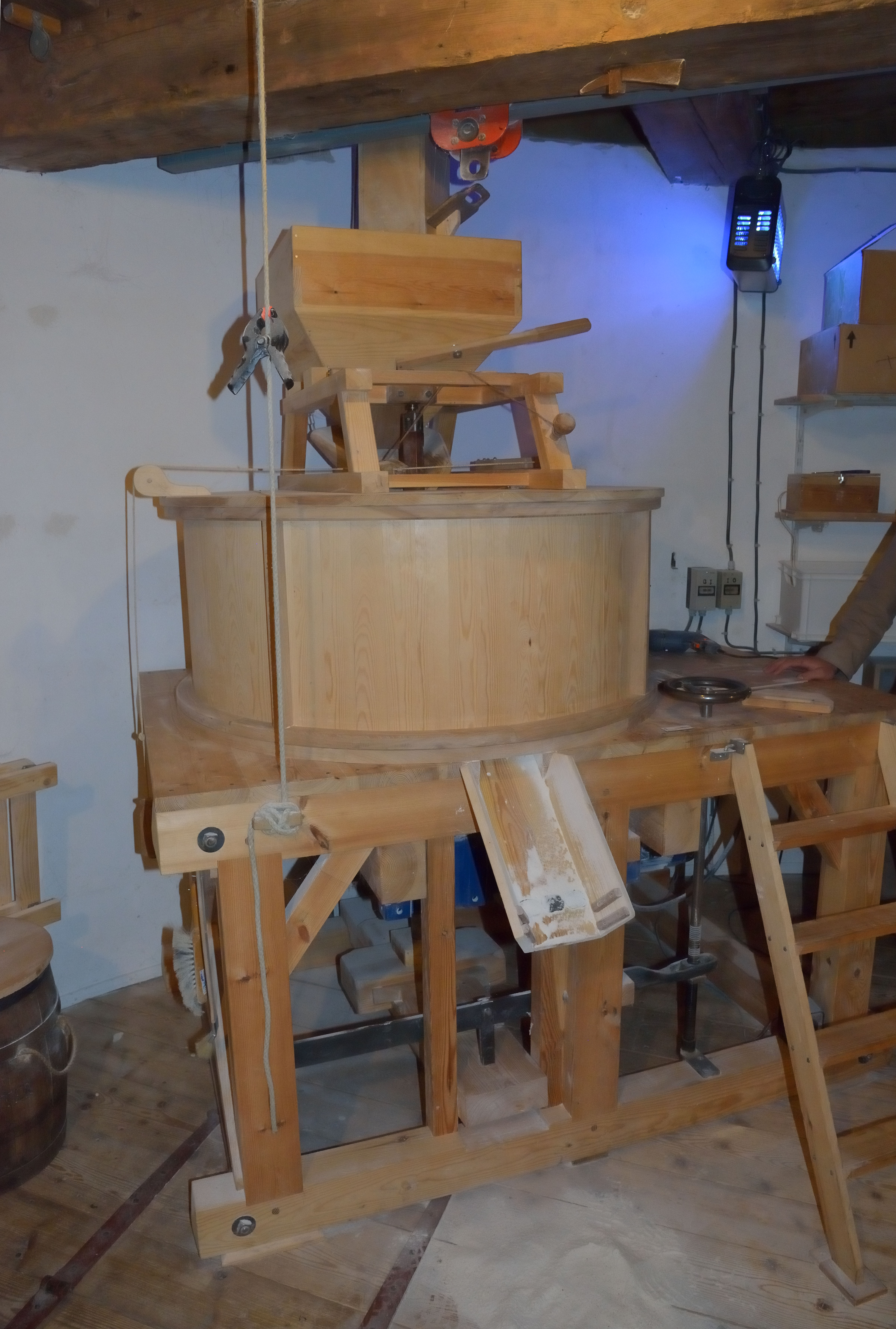
Maalstoel

- Veldkruis met opschrift: 
1793 + {\displaystyle {\frac {6}{20}}} + 
 Heeft de Heer 
 + H + Bregtezemte 
 Het Erste Latenmalen
- Openstaande zelfzwichting
- Overbrenging zelfzwichting en windroos
- Voeghouten kruiwerk en een van de drie contacten van de bliksemafleider
- Maalstoel